# Guru Gobind Singh
Guru Gobind Singh (pronúnciaⓘ; nascido Gobind Rai; 22 de dezembro de 1666 – 7 de outubro de 1708) foi um líder religioso, guerreiro, poeta e filósofo. Ele foi o último dos 10 Gurus Siques humanos e sucedeu seu pai, o Guru Tegh Bahadur como líder dos siques aos nove anos de idade. Entre suas notáveis contribuições ao siquismo estão os Cinco K, os cinco artigos de fé que os siques pertencentes à Khalsa usam o tempo todo, tendo iniciado a Khalsa em 1699, e a sua contribuição à formalização contínua da religião, fundada pelo primeiro guru, Nanak, no Século XV. Ele foi o décimo guru sique, atribuindo a condição de guru ao décimo primeiro e eterno guru, o Guru Granth Sahib.

## Família

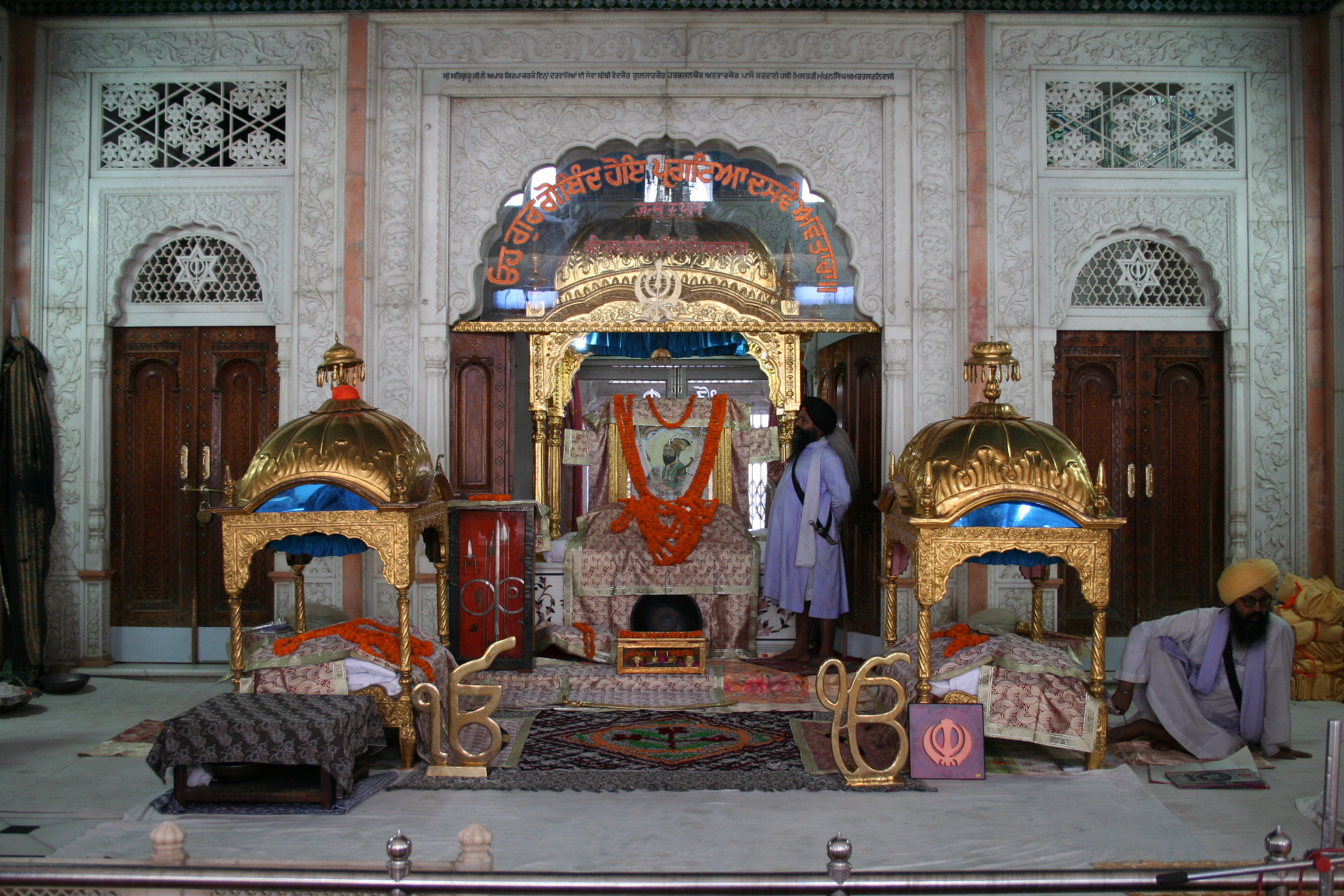
O lugar de nascimento do Guru Gobind Singh.

Gobind Singh era filho de Guru Tegh Bahadur, o nono guru sique, e Mata Gujri em Patna. Ele nasceu enquanto seu pai fazia uma viagem missionária por Assam. Ainda criança, ele aprendeu persa, sânscrito e artes marciais para tornar-se um guerreiro.
Guru Gobind Singh teve três esposas:
- Mata Jito,[6] casados em 21 de junho de 1677 em Basantgaṛh, 10 km ao norte Anandpur, no atual Punjab, na Índia.

O casal teve três filhos: Jujhar Singh, Zorawar Singh e Fateh Singh.
- Mata Sundari,[7] casados em 4 de abril de 1684 em Anandpur.

O casal teve um filho Ajit Singh.
- Mata Sahib Devan,[8] casados em 15 de abril de 1700.

Mãe da Khalsa.

## Saída e retorno de Anandpur Sahib
O pai de Gobind Singh, Tegh Bahadur, fundou a cidade de Anandpur Sahib no ano de 1665, nas terras adquiridas do governante de Bilaspur (Kahlur). Gobind Singh mudou-se para Anandpur em março de 1672. Em abril de 1685, mudou sua residência para Paonta, no distrito de Sirmaur, a convite do rajá Mat Prakash. De acordo com o gazetista de Sirmaur, o guru foi forçado a deixar Anandpur Sahib em função de diferenças com Bhim Chand, indo para  Toka. De Toka, ele foi convidado a se mudar para Nahan, a capital de Sirmaur por Mat Prakash. De Nahan, ele mudou-se para Paonta. Mat Prakash convidou o guru para residir em seus domínios de forma a fortalecer sua posição contra o rajá do reino de Garhwal. Após o pedido do rajá, Gobind Singh construiu um forte em Paonta com o auxílio de seus seguidores, em pouco tempo. O guru residiu em Paonta por aproximadamente três anos e ali escreveu vários textos.
A hostilidade entre o rei Nahan e Fateh Shah, o rei de Garhwal, continuou a aumentar durante a permanência deste último em Paonta, culminando na Batalha de Bhangani, ocorrida nas proximidades de Paonta. Fateh Shah atacou em 18 de setembro de 1688; a batalha terminou com a vitória do lado do guru. Na batalha de Nadaun, ocorrida no ano anterior, os exércitos de Alif Khan e seus companheiros foram derrotadas pelas forças aliadas de Bhim Chand, do Guru Gobind Singh e outros rajás. De acordo com Bichitra Natak e os Bhatt Vahis, o guru Gobind Singh permaneceu em Nadaun, nas margens do rio Beas, por oito dias, visitando vários importantes líderes militares. Algum tempo após a batalha de Bhangani, Rani Champa, a rainha-viúva de Bilaspur, solicitou o retorno de Anandpur Sahib, ou Chakk Nanaki, como a localidade era então chamada, com a concordância do guru, que chegou a Anandpur Sahib em novembro de 1688.
Em 1695, Dilawar Khan, o chefe Mughal de Lahore (no atual Paquistão), enviou seu filho para atacar Anandpur Sahib. O exército Mughal foi derrotado e Hussain Khan foi morto. Após a morte de Hussain, Dilawar Khan enviou Jujhar Hada e Chandel Rai para as montanhas de Sivalik. No entanto, eles foram derrotados por Gaj Singh de Jaswal. O desenrolar dos acontecimentos na região montanhosa causaram inquietude no imperador Mughal, Aurangzeb, que enviou forças sob o comando de seu filho, para restaurar a autoridade de seu império na região.

## Fundação da Khalsa

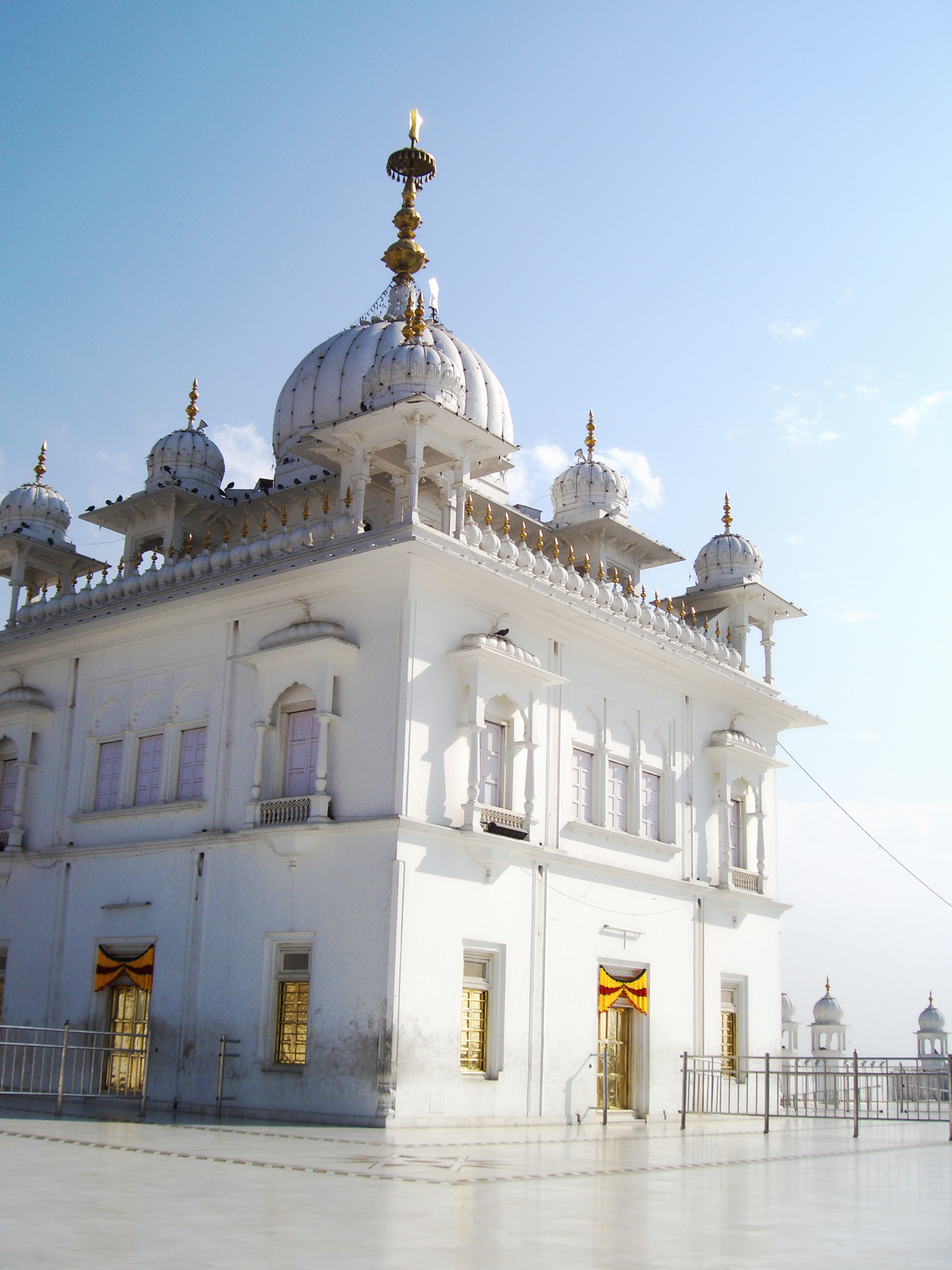
Keshgarh Sahib, o gurudwara em Anandpur Sahib, Punjabe, Índia, o lugar de nascimento da Khalsa.

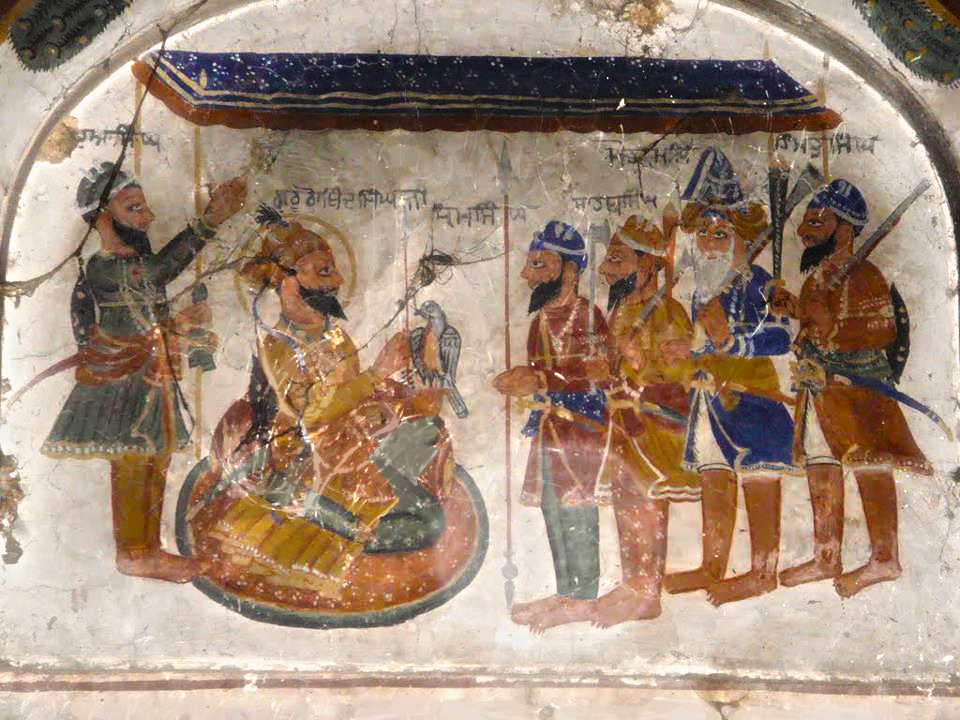
Antigo afresco do Guru Gobind Singh e Panj Piare, encontrado no gurdwara abandonado Bhai Than Singh, construído na época do marajá Ranjit Singh.

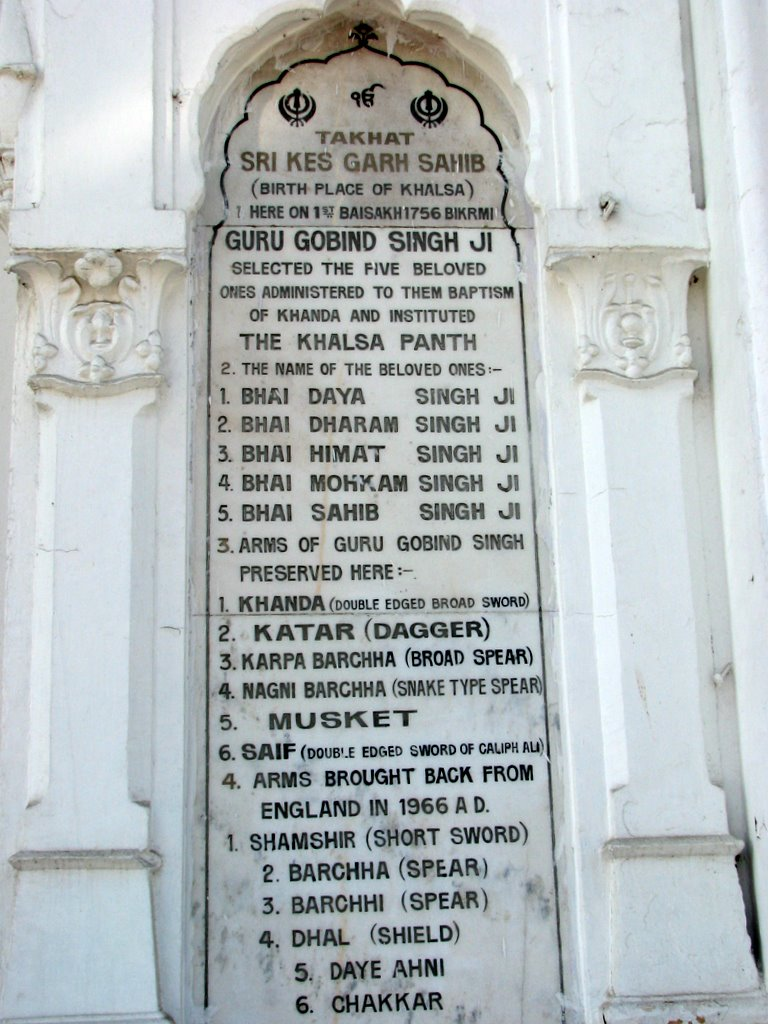
Uma inscrição nomeando os cinco membros-fundadores da Khalsa, em Takht Keshgarh Sahib, o lugar de nascimento da Khalsa em Baisakh.

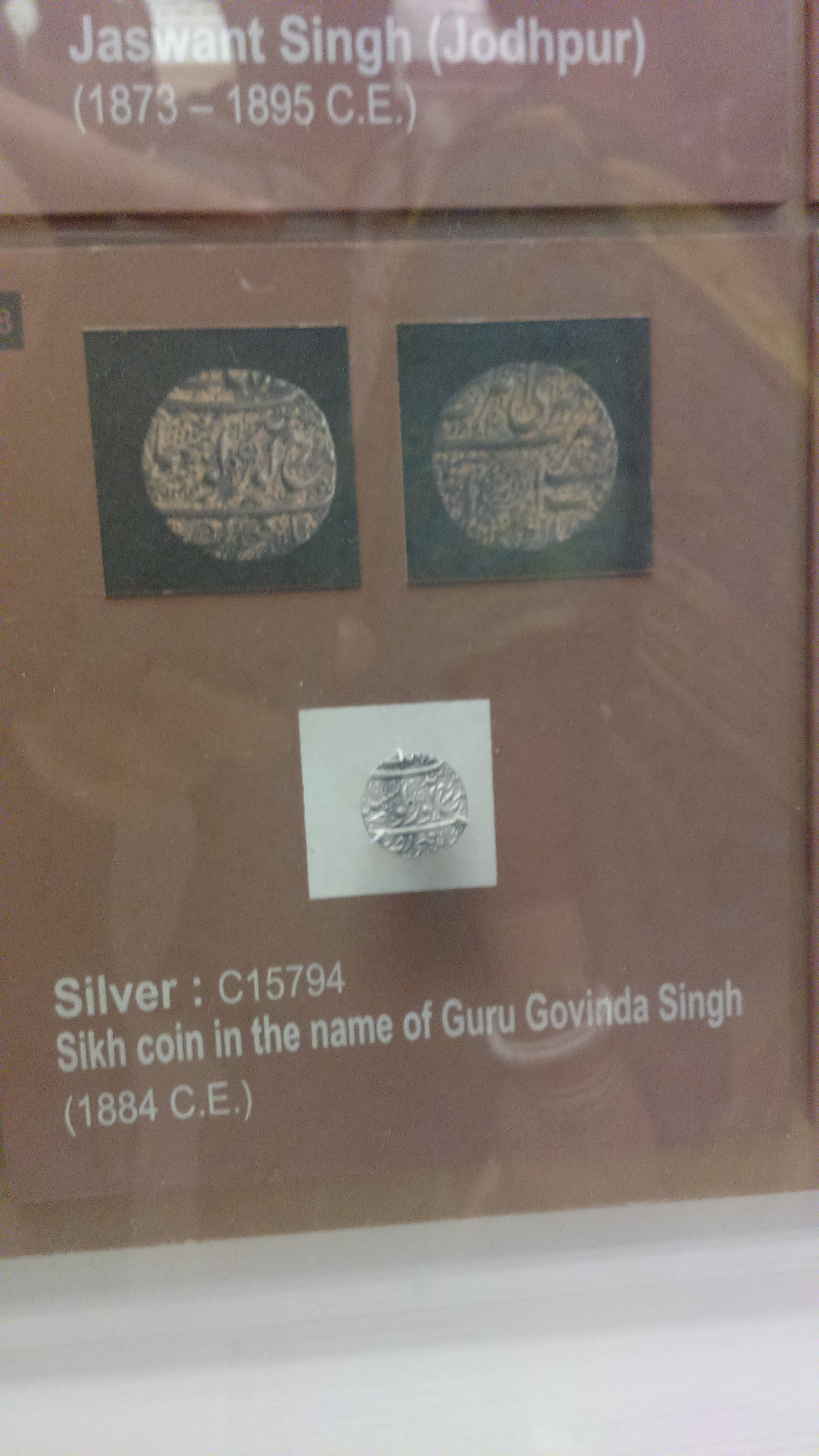
Moeda de prata emitida pelo Guru Gobind Singh (Museu Indiano).

Em 1699, o guru enviou hukmanamas (decretos de autoridade) aos seguidores, requisitando que se reunissem em Anandpur em 13 de abril de 1699, no dia de Vaisakhi (o festival anual da colheita. Ele dirigiu-se à congregação do topo de um pequeno morro (agora chamado Kesgarh Sahib). Ele primeiro perguntou quem era a todos. Todos responderam: "Você é nosso Guru." Ele então perguntou-lhes quem eram, ao que todos responderam: "Nós somos seus Siques". Lembrando-lhes de sua relação, ele então disse que precisava de algo de seus siques. Todos disseram: "Hukum Karo, Sache Patshah" (Ordene-nos, Verdadeiro Mestre). Sacando a espada, ele pediu por um voluntário que se dispusesse a sacrificar sua cabeça. Ninguém atendeu ao primeiro chamado, nem ao segundo, mas na terceira vez, Daya Ram (mais tarde conhecido como Bhai Daya Singh) veio à frente e ofereceu sua cabeça ao Guru. Guru Gobind Rai levou o voluntário à tenda montada no topo do morro. O Guru retornou à multidão com sangue pingando de sua espada. Ele então pediu outra cabeça. Mais um voluntário veio à frente e entrou na tenda com ele. Novamente o guru emergiu com sangue em sua espada. Isto se sucedeu mais três vezes. Então os cinco voluntários saíram da tenda com novas vestimentas e sem quaisquer ferimentos.
O guru Gobind Singh então despejou água limpa em uma bacia de ferro e adicionou patashas (adoçantes punjabis) nela, misturando o conteúdo com sua espada de dois gumes enquanto recitavam passagens do Adi Granth. Ele chamou essa mistura de Amrit]] ("néctar") e a ofereceu aos cinco homens. Estes cinco, que se dispuseram a entregar suas vidas ao sacrifício pelo guru, receberam o título de Panj Pyare ("os cinco amados") de seu Guru. Eles foram os primeiros membros siques batizados da Khalsa: Daya Ram (Bhai Daya Singh), Dharam Das (Bhai Dharam Singh), Himmat Rai (Bhai Himmat Singh), Mohkam Chand (Bhai Mohkam Singh) e Sahib Chand (Bhai Sahib Singh).
Logo em seguida Gobind Singh recitou uma linha que se tornou o grito de guerra da Khalsa desde então: Waheguru ji ka Khalsa, Waheguru ji Ki Fateh ("A Khalsa pertence a Deus - a vitória pertence a Deus"). Ele deu a todos o nome "Singh" (leão) e designou-os coletivamente como a Khalsa, o grupo dos siques batizados - ou iniciados. O Guru então surpreendeu os cinco recém-iniciados membros da Khalsa e toda a multidão quando se ajoelhou diante dos cinco e lhes pediu que o iniciassem como membro, no mesmo nível que eles na Khalsa, tornando-se o sexto membro da nova ordem, assumindo o nome de Gobind Singh.

Daquele momento em diante, os membros da Khalsa consideram o Guru Gobind como seu pai e Mata Sahib Kaur como sua mãe. Panj Piare, os cinco primeiros siques iniciados, tornaram-se então os primeiros membros da irmandade da Khalsa, recebendo o título de Singh ("leão"). Guru Gobind Singh então se dirigiu à audiência - 
| “ | De agora em diante, vocês não pertencem a nenhuma casta. Nenhum ritual, tanto hindu como muçulmano, vocês farão nem acreditarão em superstições de qualquer tipo, mas apenas em Deus, que é o mestre e o protetor de todos, o único criador e destruidor. Na sua nova ordem, o mais baixo estará no mesmo nível do mais alto e cada um terá ao outro como bhai (irmão). Vocês não farão mais peregrinações, nem austeridades que não sejam a pura vida doméstica e familiar, pelas quais vocês estarão prontos a sacrificar-se ao chamado do Dharma. As mulheres devem ser iguais aos homens em todos os aspectos. Não mais terão de usar véus, nem de se queimar vivas quando viúvas na pira funerária de seu marido (sati). Aquele que matar sua filha, a Khalsa nada mais terá com ele. | ” |

| “ | O tabagismo, ato sujo e prejudicial, vocês repudiarão. Vocês terão apreço pelas armas de guerra, serão excelentes cavaleiros, bons atiradores e manejadores da espada, dos discos e das lanças. A excelência física será sagrada para vocês assim como a sensibilidade espiritual. E, entre os hindus e os muçulmanos, vocês servirão como ponte e servirão aos pobres sem distinção de casta, cor, raça ou credo. A minha Khalsa sempre defenderá os pobres, e a 'Deg' - a cozinha comunitária - será parte essencial de sua ordem como a Teg - a espada. E, de agora em diante os homens siques denominar-se-ão 'Singh' e as mulheres 'Kaur' e saudar-se-ão uns aos outros com 'Waheguruji ka Khalsa, Waheguruji ki fateh (A Khalsa pertence a Deus; a vitória pertence a Deus). | ” |

Uma consequência das ações do Guru é, argumentadamente, a força dos siques nos séculos XVIII e XIX esteve baseada na terceira, quarta e quinta ordens da sociedade indiana, ainda que alguns de seus líderes tenham vindo da casta dos guerreiros. Interessantes representações da primeira cerimônia da Khalsa mostram em pinturas com dois falcões mortos de costas no chão, enquanto suas matadoras, as pombas estão assentadas em tigelas de amrit. Simbolicamente falando, os siques - as pombas - ganharam a força dos falcões, representação dos povos fortes e militantes que os circundavam.
O respeito do Guru Gobind Singh pela Khalsa está representado em um de seus poemas:
| “ | Todas as batalhas que ganhei contra a tirania Lutei com o devotado apoio do povo; Somente através deles tenho sido capaz de outorgar dons, Com sua ajuda escapei dos perigos; O amor e a generosidade desses Siques Enriqueceram meu coração e minha casa. Através de sua graça eu alcancei todo o aprendizado; Através de sua ajuda na batalha eu matei todos os meus inimigos. Eu nasci para servi-los, através deles tornei-me eminente. Que seria de mim sem sua gentil e pronta ajuda? Há milhões de pessoas insignificantes como eu. O serviço verdadeiro é o serviço dessas pessoas. Não me inclino a servir pessoas de altas castas: A caridade trará frutos neste e no próximo mundo, Se dada a pessoas merecedoras como estas; Todos os outros sacrifícios e caridades não têm proveito. De igual para igual, tudo que eu chamar de meu, Tudo que eu possuir e carregar, eu dedico a essas pessoas. | ” |

### Os Cinco K

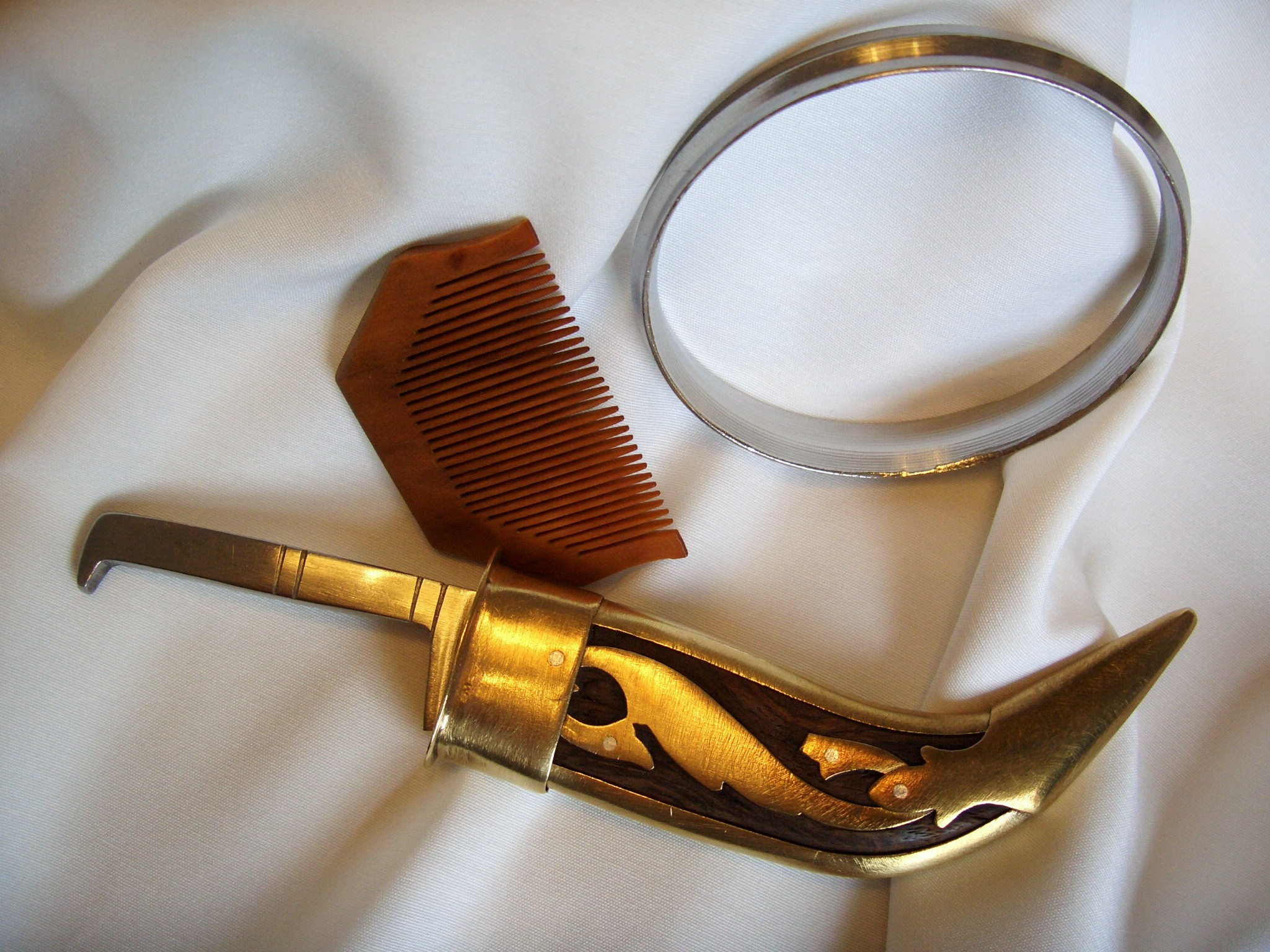
Kanga, Kara e Kirpan – três dos cinco K.

- Kesh: o cabelo sem cortes é um símbolo de aceitação do que Deus quis que fosse, dando uma inconfundível identidade à Khalsa;
- Kangha: um pente de madeira, símbolo de limpeza para o corpo e a alma;
- Kara: um bracelete de ferro ou de aço usado no pulso, para lembrar dos votos feitos pela Khalsa e como marca de autocontrole;
- Kirpan: uma pequena espada para autodefesa e proteção dos pobres, dos fracos e dos oprimidos, independente de religião, raça ou credo;
- Kacchera: tipo de vestimenta interna que vai até os joelhos, para lembrar aos soldados que a Khalsa está sempre pronta para ir ao combate a cavalo.

## Estada em Talwandi Saibo
Em Muktsar, o guru passou por Rupana, Bhander, Gurusar, Thehri Bambiha, Rohila, Jangiana e Bhai Ka Kot. Em Chatiana, os brars, que haviam lutado por ele Muktsar, ameaçaram bloquear sua marcha à medida que Gobind Singh não havia conseguido realizar os pagamentos em atraso que lhes eram devidos. Um sique da região trouxe recursos suficientes, que permitiram ao líder sique pagar todos os atrasados. No entanto, o líder dos brars, Chaudhri Dana, desculpou-se ao guru em nome de seu povo e recusou aceitar qualquer pagamento para si. A pedido de Dana, o guru visitou sua terra natal, Mehma Swai. Gobind Singh continuou sua jornada passando pela flores de Lakhi (Lakhisar). A partir dali, ele visitou áreas próximas e iniciou grande número de pessoas na Khalsa.
Um proprietário de terras, chamado Chaudhari Dalla recebeu o guru em sua propriedade, levando-o a Talwandi Sabo (também conhecida como Talwandi Sabo Ki). Em seu caminho, ele passou por Chatiana, Kot Sahib Chand, Kot Bhai, Giddarbaha, Rohila, Jangirana, Bambiha, Bajak, Kaljhirani, Jassi Bagwali, Pakka Kalan e Chak Hira Singh. O guru Gobind Singh chegou a Talwandi Sabo em 20 de janeiro de 1706 e ali permaneceu por vários meses. O lugar é agora conhecido como Damdama Sahib (o lugar de descanso). O guru passou pelas vilas vizinhas e ali também iniciou grande número de siques na Khalsa.
Quando Wazir Khan soube que o guru estava em Sabo Ki Talwandi, enviou uma carta a Chaudhri Dalla, pedindo-lhe que entregasse o Guru Gobind Singh a ele. Entretanto, Chaudhari recusou-se a fazê-lo, apesar das ameaças de Wazir Khan e das promessas de recompensa. Wazir Khan queixou-se ao imperador, que estava no Decão. O imperador recebeu a carta de Dalla, escrita para Wazir Khan e também a carta de Gobind Singh, a Zafarnamah (escrita ao imperador Aurangzeb em 1705) ao mesmo tempo. Ele ordenou a Wazir Khan que removesse todas as restrições impostas ao guru e parasse de perturbá-lo e assediá-lo.
A literatura do Guru Gobind Singh havia sido destruída quando ele cruzou o rio após sair de Anandpur. Ele ditou o Guru Granth Sahib a Bhai Mani Singh. Um grande número de poetas e estudiosos reuniram-se com o guru em Talwandi Sabo e o lugar veio a ser conhecido como a Kashi (Varanasi) do guru. Sua esposa, que se separara dele em Anandpur, reuniu-se com Gobind Singh em Damdama Sahib. O guru também reorganizou suas forças naquela localidade, trazendo muitos Dogras, Rathores e Brars para seu serviço.

## Após a morte de Aurangzeb
Após terminar a composição e a compilação do Guru Granth Sahib, em Damdama Sahib, o guru partiu para o Decão para visitar a localidade agora conhecida como Hazur Sahib em outubro de 1706.
Após a morte do imperador Aurangzeb, estourou uma guerra de sucessão entre seus filhos. O terceiro filho, Mohammad Azam (ou Azim), declarou-se imperador. O segundo filho Muazzam, mais tarde imperador Bahadur Shah, partiu para Peshawar (no atual Paquistão) para reclamar o trono. Um sique, Bhai Nand Lal, que tinha servido na corte de Muazzam, trouxe uma carta escrita por ele, para onde o Guru na época residia temporariamente: Bhagur (no atual Rajastão). Muazzam havia solicitado a ajuda do Guru para manter o trono e prometeu seguir uma política de tolerância religiosa com os não muçulmanos. O guru enviou um grupo de seguidores sob o comando de Bhai Dharam Singh, para ajudar Muazzam e mudou o rumo de sua jornada, indo para Agra. As forças de Muazzam derrotaram as de Azam Shah na Batalha de Jajau em 12 de junho de 1707, com o auxílio dos siques enviados por Gobind Singh.
Muazzam ascendeu ao trono como Bahadur Shah. Ele convidou o Guru Gobind Singh para um encontro, que teve lugar em  Agra em 23 de julho de 1707. O guru foi recebido com honrar e recebeu o título de Hind Ka Pir - "O Pir (título dado a santos sufis - da Índia". O guru permaneceu com o imperador em Agra até novembro de 1707, fazendo de Dholpur um centro de suas atividades missionárias, viajando pelas localidades próximas por muitos dias, antes de se dirigir ao Decão. Naquele mês, o imperador marchou até Rajputana, para combater os rebeldes Kachwahas. Ele requereu o companhia de Gobind Singh. De Rajputana, o imperador marchou até o Decão para suprimir a rebelião de seu irmão Kam Bakhsh, acompanhado pelo guru.
O Guru Gobind Singh não estava contente com a atitude amigável de Bahadur Shah com Wazir Khan, de Sirhind. Ele desentendeu-se com o imperador e separou-se da companhia deste em Hingoli e atingiu Nanded em julho de 1708. Em Nanded, o guru acampou nas margens do rio Godavari. Saiyad Khan, o ex-general das forças imperiais, renunciou a seu posto e veio a Nanded de Kangra, para ver o guru. Durante uma viagem, Gobind Singh encontrou-se com um bairagi (ermitão) chamado Madho Das, a quem ele iniciou na Khalsa como Gurbakhsh Singh. Gurbakhsh Singh, popularmente conhecido como Banda Singh ou "Banda Bahadur", logo tornou-se seu mais confiável general.
Durante sua permanência em Nanded, o guru recebeu uma carta da irmã de Saíde Cã, Nasiran, a esposa de Pir Budhu Shah de Sadhaura. A carta informava-o de que o exército imperador saqueara Sadhaura e enforcara seu marido como rebelde, por acreditar em Guru Gobind Singh, a quem eles consideravam um cafir ("infiel").
O guru pensou que o imperador caíra no ludíbrio da propaganda de Wazir Khan e agora conspirava para matar todos os seus apoiadores. Ele enviou uma carta ao imperador, exigindo uma explicação pela morte de Pir Budhu Shah. Não houve resposta do imperador. Em vez disso, Gobind Singh ouviu rumores de que o imperador planejava entrar em batalha contra ele. O guru indicou Banda Singh como comandante da Khalsa e pediu-lhe que marchasse em direção ao Punjab.

## Últimos dias

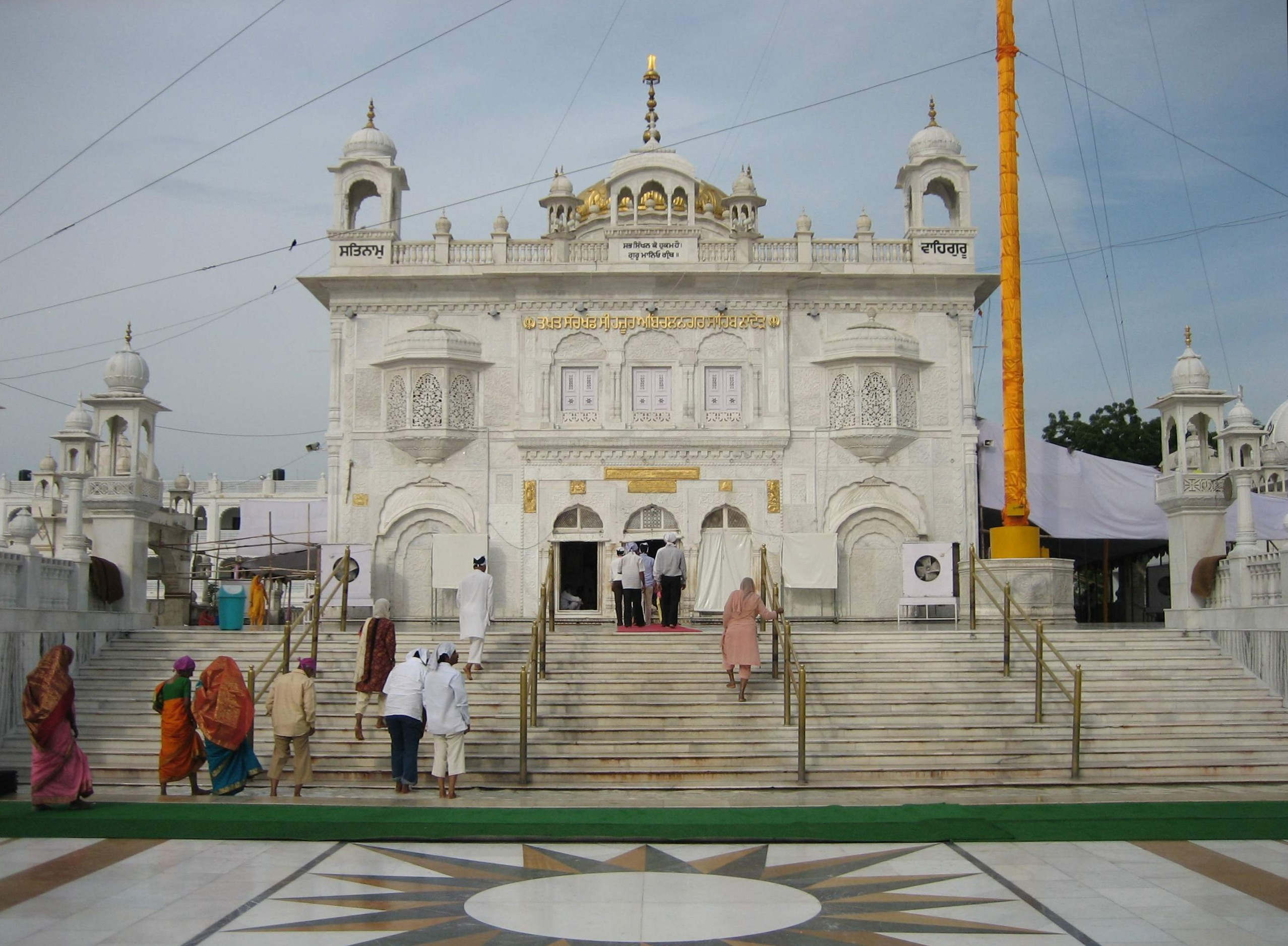
Takht Sri Hazur Sahib, em Nanded, construído no local onde o corpo de Gobind Singh foi cremado em 1708: a câmara interior é chamada Angitha Sahib.

Wazir Khan, o nawab de Sirhind, sentiu-se receoso acerca de qualquer conciliação entre o Guru Gobind Singh e Bahadur Shah I. Ele encarregou dois patanes, Jamshed Khan and Wasil Beg, para assassinar o Guru. Os dois secretamente seguiram Gobind Singh até conseguirem a oportunidade de atacá-lo em Nanded.
De acordo com Sri Gur Sobha, obra do escritor contemporâneo Senapati, Jamshed Khan esfaqueou o guru no lado esquerdo, abaixo do coração enquanto este descansava em seus aposentos após as orações. Gobind Singh matou o atacante com seu talwar (tradicional espada sique curvilínea), enquanto o comparsa do atacante tentou fugir, para ser morto logo em seguida por siques que prontamente correram ao ouvir o barulho.
O cirurgião europeu enviado por Bahadur Shah suturou o ferimento do guru. Entretanto, o ferimento reabriu-se e causou intenso sangramento, após Gobind Singh ter se curvado demais alguns dias depois. Vendo que o fim estava próximo, o guru declarou que o Guru Granth Sahib seria o próximo Guru dos siques. Ele então compôs o seguinte hino:
| “ | "Agya bhai Akal ki tabhi chalayo Panth Sabh Sikhan ko hukam hai Guru Maneyo Granth, Guru Granth Ji manyo pargat Guran ki deh Jo Prabhu ko milbo chahe khoj shabad mein le" | ” |
Tradução:
| “ | Sob as ordens do Imortal Ser, o Panth foi criado. Todos os siques têm a ordem de aceitar o Granth como seu Guru. Considerem o Granth como a encarnação dos Gurus. Aqueles que quiserem encontrar a Deus poderão encontrá-lo em seus Hinos. | ” |
O Guru reportadamente deixou o corpo físico, junto com seu cavalo Dilbagh (também conhecido como Nila Ghora) em 7 de outubro de 1708 em Nanded, logo após ter declarado o Guru Granth Sahib como seu sucessor.

### Versão mughal sobre Guru Gobind Singh
O Guru Gobind Singh deu aos siques seus símbolos característicos: o cabelo não cortador, o dastar, o kara de puro ferro e a espada. Após batalhas incessantes, os chefes locais aliaram-se ao governante Mughal Wazir Khan, que solicitou reforços do imperador Mughal, Aurangzeb, quando os líderes muçulmanos locais foram consecutivamente atacados pelos rebeldes siques que reagiram contra a opressão do Estado.

## Batalhas
1. Batalha de Bhangani;
2. Batalha de Nadaun;
3. Batalha de Guler (1696);
4. Primeira Batalha de Anandpur;
5. Batalha de Anandpur Sahib (1701);
6. Batalha de Nirmohgarh (1702);
7. Batalha de Basoli (1702);
8. Segunda Batalha de Anandpur (1704);
9. Batalha de Chamkaur (1704);
10. Batalha de Bichhora Sahib;
11. Batalha de Muktsar.